# Девід Аджаїє
Девід Аджаїє (22 вересня 1966 , Дар-ес-Салам, Танзанія )(англ. David Frank Adjaye) — сучасний британський архітектор, головний архітектор Національного музею афроамериканської історії та культури, розташованого на Національній алеї у Вашингтоні, США.

## Біографія
Девід Аджаїє народився в Дар-ес-Саламі (Танзанія) у родині ганського дипломата. Перші дев'ять років свого життя Аджаїє провів по черзі в Танзанії, Єгипті, Ємені та Лівані, потім його сім'я переїхала до Великої Британії. Аджаїє здобув ступінь бакалавра в університеті Саут-Бенк в Лондоні, а потім — магістра у Королівському коледжі мистецтв (Лондон) в 1993 році..

## Кар'єра

### Ранні роботи
В 1993 році Аджаїє здобув бронзову медаль міжнародної премії President's Medals Students Award, яка присуджується Королівським інститутом британських архітекторів випускникам архітектурних факультетів. Був керівником групи студентів в престижній Школі Архітектури Архітектурної Асоціації (Лондон) і лектором у Королівському Коледжі Мистецтв. Після дуже нетривалих періодів роботи в архітектурних студіях Девід Чіпперфілд в Лондоні і Едуарду Соту де Мора в Порту, Аджаїє в 1994 році відкрив своє бюро у Північному Лондоні разом з Вільямом Расселом. Adjaye & Russell було розформовано в 2000 році, і тоді ж Аджаїє відкрив свою однойменну студію, Adjaye Associates.
Перша сольна виставка студії, «Девід Аджаїє: Житлові Будинки» (David Adjaye: Making Public Buildings), була представлена в галереї Вайтчепел в Лондоні в 2006 році, а видавництво Thames & Hudson опублікувало її каталог під тією ж назвою. Роком раніше в Thames & Hudson вийшла перша книга архітектора, «Будинки Девіда Аджаїє» (David Adjaye Houses).

### Національний музей афроамериканської історії
15 квітня 2009 року Аджаїє був обраний, поряд з іншими архітекторами (Freelon Group, Davis Brody Bond, SmithGroup) для розробки архітектурного дизайну нового Смітсонівського національного музею афроамериканської історії та культури на Національній алеї у Вашингтоні. Бюджет проекту склав 500 мільйонів доларів. Прямокутний блок будівлі музею, одягнений в триярусну «корону» — це відсилання до західноафриканської культури йоруба.

### Інші роботи
Поряд з реалізацією великих міжнародних проектів, Аджаїє представляє роботи на виставках, працює над архітектурним дизайном приватних будинків і створює спільні проекти з іншими архітекторами і художниками. Він розробив дизайн будинків для дизайнера Александра Макквіна, художника Джейка Чепмена, фотографа Юргена Теллера, актора Евана МакГрегора, і художників Тіма Нобла і Сью Вебстер.
Аджаїє належить авторство нової студії та пляжного будинку у Порт-оф-Спейн для художника Кріса Офілі. Разом з Офілі вони створили дизайн для інсталяції робіт Офілі The Upper Room, яка згодом була придбана Галереєю Тейт, викликавши жарку публічну дискусію.
В 2005 році на Бієнале у Венеції Аджаїє і художник Олафур Еліассон представили спільний проект — світлову інсталяцію Your Black Horizon. Разом з режисером Шекхара Капур Аджаїє працював над інсталяцією Sankalpa.
Девід Аджаїє став співавтором двох серій передач «Dreamspace» на BBC, веде авторську передачу на радіо. У червні 2005 року він представив документальну передачу «Будується Африка: Архітектура континенту» (англ. Building Africa: The Architecture of a Continent).
В 2008 році Аджаїє взяв участь в європейському бієнале сучасного мистецтва Маніфесту і в Бієнале у Кванджу (Республіка Корея). В 2015 році йому надійшло замовлення на розробку проекту нової будівлі Музей-студії в Гарлемі.

### Проекти останніх років
Серед проектів Аджаїє, реалізованих за останні роки, увійшли Музей сучасного мистецтва в Денвері, Нобелівський мирний центр в Осло і Московська школа управління в Сколково (2010 рік).
Аджаїє є запрошеним професором Школи архітектури Прінстонського університету, професором Університету Пенсільванії і Гарвардської школи дизайну. Аджаїє — член Королівського інституту британських архітекторів (RIBA), почесний член Американського інституту архітекторів, почесний закордонний член Американської академії мистецтв і літератури. Входить до складу консультаційної ради Інституту Архітектури в Барселоні і дослідницької програми LSE Cities Лондонської школи економіки і політичних наук.
Аджаїє входив до команди творців проекту Petronia city, очолювану Нана Кваме Бедьяко. Petronia city — містобудівна ініціатива на території Західної Гани, спрямована на підтримку стрімко розвиваються нафтової, газової та гірничої промисловості регіону.
З вересня 2015 року по січень 2016 року в Чиказькому університеті мистецтв проходила виставка «Створюючи місце: Архітектура Девіда Аджаїє» (Making Place: The Architecture of David Adjaye).